# Torque Reactive Antidive Control
TRAC is een anti-duiksysteem van de motorfietsen van het merk Honda.
TRAC staat voor: Torque Reactive Antidive Control. Het is een mechanisch anti-duiksysteem, waarvan de werking is gebaseerd op het verdraaien van de remklauw. TRAC werd voor het eerst toegepast op de NS 500-racer (1981).